# Poliomino

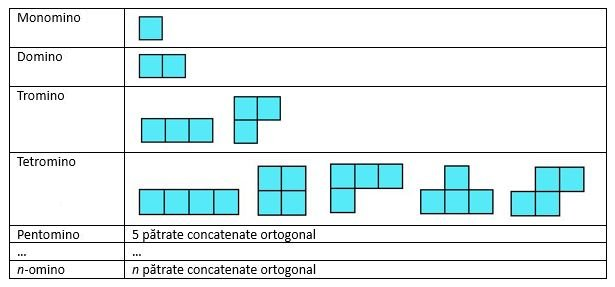
Poliominouri

Un poliomino este un set de pătrate identice concatenate ortogonal (fiecare pătrat este unit cu cel puțin un altul pe întreaga lungime a unei laturi).
Conceptul a fost introdus de matematicianul american Solomon W. Golomb in anul 1953, în cadrul unei discuții la Clubul de Matematică al Universității Harvard și, un an mai târziu, într-un articol din American Mathematical Monthly. Solomon Golomb a plecat de la conceptul piesei jocului de Domino, definind:
- Monomino = figura geometrică formată din 1 pătrat (pătratul unitate),
- Domino = figurile geometrice formate din 2 pătrate concatenate ortogonal,
- Triomino = figurile geometrice formate din 3 pătrate concatenate ortogonal (triomino „I” și triomino „L”),
- Tetromino = 4 pătrate (tetromino „I”, „O”, „L”, „T” și „Z”),
- Pentomino = 5 pătrate concatenate ortogonal,

...
- n-omino = n pătrate concatenate ortogonal.